# 中村俊夫 (政治家)

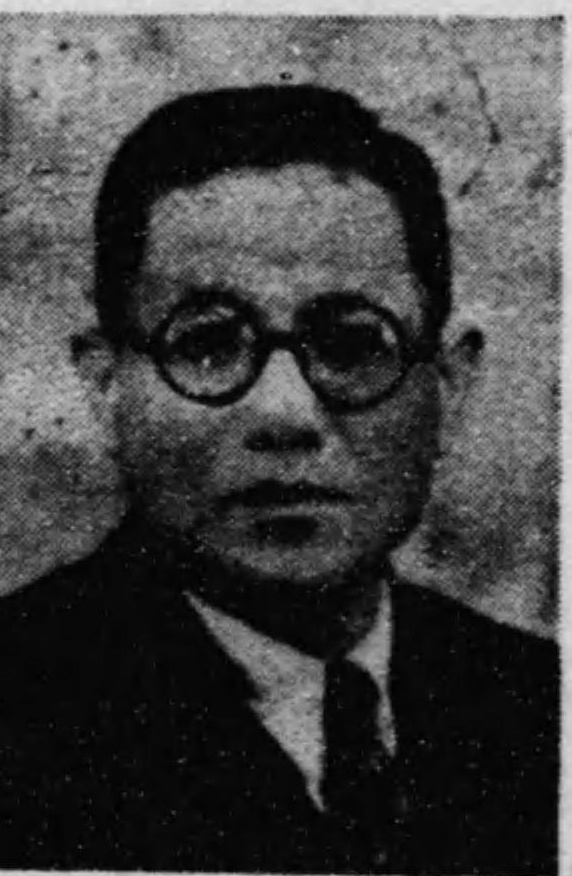
中村俊夫

中村 俊夫（なかむら としお、1898年（明治31年）7月30日 - 1984年（昭和59年）7月7日）は、大正末から昭和期の弁護士、政治家。衆議院議員、全日本スキー連盟副会長。

## 経歴
兵庫県出身。1923年（大正12年）京都帝国大学法学部法律学科を卒業した。
弁護士となる。日本冷却器専務取締役、神戸保護観察所嘱託保護司、兵庫県司法保護委員、同県体育連盟副会長、同県教育審議会委員などを務めた。
1947年（昭和22年）4月の第23回衆議院議員総選挙で兵庫県第2区から民主党公認で出馬して当選し、衆議院議員に1期在任した。その後、第24回、第26回総選挙に立候補したがいずれも落選した。
以後、全日本スキー連盟副会長、日本体育協会（現日本スポーツ協会）評議員、兵庫県スキー連盟会長などを務めた。